# Ellis Ridge
Ellis Ridge är en bergstopp i Antarktis. Den ligger i Västantarktis. Inget land gör anspråk på området. Toppen på Ellis Ridge är 213 meter över havet.
Terrängen runt Ellis Ridge är platt österut, men västerut är den kuperad. Terrängen runt Ellis Ridge sluttar brant österut. Trakten är obefolkad. Det finns inga samhällen i närheten.